# Klaasrahu
Klaasrahu este o arie protejată (arie specială de conservare — SAC, sit de importanță comunitară — SCI) din Estonia întinsă pe o suprafață de 2.688,4 ha, integral pe uscat.

## Localizare
Centrul sitului Klaasrahu este situat la coordonatele 58°47′21″N 22°23′07″E / 58.7891°N 22.3854°E.

## Înființare
Situl Klaasrahu a fost declarat sit de importanță comunitară în mai 2009 pentru a proteja 1 specie de animale. Situl a fost protejat și ca arie specială de conservare în aprilie 2009.

## Biodiversitate
Situată în ecoregiunile boreală și marină baltică, aria protejată conține 1 habitat natural: Recifuri.
La baza desemnării sitului se află o specie protejată de  mamifere: Halichoerus grypus.